# Serhijiwka (obwód sumski)
Serhijiwka (ukr. Сергіївка) – wieś na Ukrainie, w obwodzie sumskim, w rejonie sumskim, w hromadzie Worożba. W 2001 liczyła 308 mieszkańców, spośród których 304 wskazało jako ojczysty język ukraiński, 3 rosyjski, a 1 osoba się nie zadeklarowała.